# 1000 de La Gauchetière
1000 de La Gauchetière è un grattacielo di Montréal, chiamato con questo nome per via del suo indirizzo al numero 1000  De la Gauchetière Street West, nel centro della città. È l'edificio più alto di Montréal, che sorge all'altezza massima approvata dalla città (l'altezza del Mont-Royal): ha un'altezza di 205 metri ed è composto da 51 piani. Una caratteristica di questo edificio è il suo atrio che contiene una grande pista di pattinaggio su ghiaccio.

## Storia
L'edificio è stato progettato dallo studio di architettura Lemay & Associates e Dimakopoulos & Associates e costruito nel 1992, in contemporanea alla vicina 1250 René-Lévesque che ha 47 piani. Si tratta di un esempio di architettura postmoderna: un tetto distinto di forma triangolare in rame e quattro entrate a forma di rotonda di rame ai angoli della base. Elementi che presero ispirazione dalla vicina Cattedrale di Maria Regina del Mondo sul lato nord dell'edificio.
1000 de la Gauchetière è stato costruito da Pomerleau Inc., la più grande società di costruzioni in Québec e uno delle principali in Canada.
Quando fu costruito, 1000 de la Gauchetière era di proprietà di Bell Canada e Teleglobe. Nel 2002 SITQ, una divisione della Caisse de Dépôt et Placement du Québec (CDPQ), ha acquistato l'edificio per 184 milioni di dollari canadesi. Con la fusione di tutte le attività immobiliari di CDPQ nel 2011, la proprietà è stata trasferita a Ivanhoé Cambridge.

## Altezza e architettura
Confrontando 1000 de La Gauchetiere con gli altri grattacieli, risulta l'edificio più alto di Montréal se si misura fino al tetto; 1250 René-Lévesque per esempio possiede una guglia e il CIBC Tower ha un'antenna che supera 1000 de La Gauchetière in altezza, ma senza questa aggiunte, gli edifici sono meno alti. Dipende anche da che parte viene osservato, in certi suoi punti la terra è abbassata.
La struttura centrale dell'edificio è di cemento, poi l'acciaio che compone il resto delle piastre a terra. E servito da 22 ascensori e dei suoi angoli ad incasso consentono fino a dodici uffici angolari per piano.
L'architettura dell'edificio è simile a quella dello Chase Tour a Dallas, nel Texas, ma con l'architettura a livello stradale proietta in uno stile diverso, che riduce l'impatto visivo di tutto l'edificio. Tali dettagli sono le caratteristiche di architettura postmoderna.

## Caratteristiche
Oltre ai suoi spazi per gli uffici e le aree commerciali, include una grande pista di pattinaggio coperta, un centro di fitness, un importante terminal degli autobus (il centro Terminus) che servono la rete RTL di autobus urbani e extraurbani per Longueuil, Brossard e altri centri nel South Shore, e collegamenti con altri stazioni sotterranee della città come la stazione centrale, la stazione Allier Lucien e la stazione Bonaventura della metropolitana.

## Uffici
- Borden Ladner Gervais LLP[1]
- BDO[2]
- De Grandpré Chait LLP
- Fidelity Investments[3]
- Osler, Hoskin & Harcourt LLP[4]
- McCarthy Tétrault LLP[5]
- RBC Dominion Securities[6]
- Raymond James[7]
- Regus[8]
- Rogers Communications[9]
- Boston Consulting Group[10]
- Miller Thomson LLP[11]